# Maria Teresa Gargano
Maria Teresa Gargano (Roma, 23 de noviembre de 1986) es una deportista italiana que compitió en gimnasia artística. Ganó dos medallas de bronce en el Campeonato Europeo de Gimnasia Artística, en los años 2002 y 2004.

## Palmarés internacional
| Campeonato Europeo | Campeonato Europeo        | Campeonato Europeo | Campeonato Europeo   |
| Año                | Lugar                     | Medalla            | Prueba               |
| ------------------ | ------------------------- | ------------------ | -------------------- |
| 2002               | Patras ( Grecia)          | Medalla de bronce  | Concurso por equipos |
| 2004               | Ámsterdam ( Países Bajos) | Medalla de bronce  | Suelo                |